# Нуестра Сеньора де Лорето (Аржентина)
Нуестра Сеньора де Лорето (на испански: Nuestra Señora de Loreto) е мисия на йезуитите на територията на съвременна Аржентина в община Канделария, провинция Мисионес.
Мисията е основана през 1610 година, като една от 30-те мисии на йезуитите в земите на индианците гуарани на територията на съвременните Аржентина, Парагвай и Бразилия.
Тя е изоставена, когато йезуитите са изгонени от всички области на короната на Испания, включително и тези в чужбина през 1767 година.
През 1984 г. руините на мисията „Нуестра Сеньора де Лорето“, заедно с още четири подобни паметника - мисиите Сан Игнасио Мини, Санта Ана и Санта Мария ла Майор в Аржентина и мисията Сау Мигел дас Мисойнс в Бразилия са включени в Списъка на обектите на световното културно и природно наследство на ЮНЕСКО.